# Pleasant Grove (Alabama)
Pleasant Grove ist eine Stadt im US-Bundesstaat Alabama im Jefferson County. Das U.S. Census Bureau hat bei der Volkszählung 2020 eine Einwohnerzahl von 9.544 ermittelt.

## Geographie
Pleasant Groves geographische Koordinaten sind 33° 30′ N, 86° 58′ W (33,492400, −86,972927).
Nach den Angaben des United States Census Bureaus hat die Stadt eine Fläche von 22,9 km², die vollständig auf Land entfallen.

## Demographie
Zum Zeitpunkt des United States Census 2000 bewohnten Pleasant Grove 9983 Personen. Die Bevölkerungsdichte betrug 436,0 Personen pro km². Es gab 3717 Wohneinheiten, durchschnittlich 162,3 pro km². Die Bevölkerung Pleasant Groves bestand zu 84,67 % aus Weißen, 14,44 % Schwarzen oder African American, 0,19 % Native American, 0,15 % Asian, 0,16 % gaben an, anderen Rassen anzugehören und 0,38 % nannten zwei oder mehr Rassen. 0,28 % der Bevölkerung erklärten, Hispanos oder Latinos jeglicher Rasse zu sein.
Die Bewohner Pleasant Groves verteilten sich auf 3570 Haushalte, von denen in 37,8 % Kinder unter 18 Jahren lebten. 70,7 % der Haushalte stellten Verheiratete, 8,3 % hatten einen weiblichen Haushaltsvorstand ohne Ehemann und 18,5 % bildeten keine Familien. 17,4 % der Haushalte bestanden aus Einzelpersonen und in 9,6 % aller Haushalte lebte jemand im Alter von 65 Jahren oder mehr alleine. Die durchschnittliche Haushaltsgröße betrug 2,72 und die durchschnittliche Familiengröße 3,08 Personen.
Die Stadtbevölkerung verteilte sich auf 24,4 % Minderjährige, 7,1 % 18–24-Jährige, 27,0 % 25–44-Jährige, 25,6 % 45–64-Jährige und 15,8 % im Alter von 65 Jahren oder mehr. Das Durchschnittsalter betrug 40 Jahre. Auf jeweils 100 Frauen entfielen 90,2 Männer. Bei den über 18-Jährigen entfielen auf 100 Frauen 86,6 Männer.
Das mittlere Haushaltseinkommen in Pleasant Grove betrug 52.776 US-Dollar und das mittlere Familieneinkommen erreichte die Höhe von 59.132 US-Dollar. Das Durchschnittseinkommen der Männer betrug 38.544 US-Dollar, gegenüber 28.519 US-Dollar bei den Frauen. Das Pro-Kopf-Einkommen in Pleasant Grove war 20.774 US-Dollar. 3,8 % der Bevölkerung und 3,2 % der Familien hatten ein Einkommen unterhalb der Armutsgrenze, davon waren 4,4 % der Minderjährigen und 4,2 % der Altersgruppe 65 Jahre und mehr betroffen.

## Persönlichkeiten
- James Bradberry (* 1993), American-Football-Spieler